# Talitha (ster)
Talitha (iota Ursae Majoris) of ook wel Talitha Borealis is een ster in het sterrenbeeld Grote Beer (Ursa Major). Het is een viervoudig systeem met een secundaire ster die eens in de 818 jaar om de hoofdster draait. De hoofdster zelf is een nauwe dubbelster met een onderlinge afstand van zo'n 5 of 6 AE en een periode van 11 jaar. De secundaire ster is ook weer dubbel met een periode van 40 jaar.
De naam Talitha wordt ook wel gebruikt voor de ster kappa Ursae Majoris die er niet ver vandaan staat. In dit geval worden de sterren aangeduid als Talitha Borealis (noordelijke Talitha) voor iota, en Talitha Australis (zuidelijke Talitha) voor kappa.